# Joan Miller Smith
Joan Miller Smith (* als Joan Smith am 25. Juni 1967 in Rochester) ist eine ehemalige US-amerikanische Biathletin. Sie startete bei zwei Olympischen Winterspielen, fünf Biathlon-Weltmeisterschaften und nahm mehr als zehn Jahre am Biathlon-Weltcup teil.
Joan Miller Smith lebt in Honeoye Falls. Sie begann 1982 mit dem Biathlonsport und gehört seit 1985 dem US-Nationalkader an. Seit der zweiten Hälfte der 1980er Jahre nahm sie am Weltcup teil. In Ruhpolding wurde sie bei einem Einzel 1988 Siebte und erreichte damit erstmals die besten Zehn. Bei den Biathlon-Weltmeisterschaften 1989 in Feistritz an der Drau wurde sie 36. des Einzels und 33. des Sprints. Es folgten die Biathlon-Weltmeisterschaften 1990, die wegen schlechter Witterungsbedingungen zum Teil von Minsk an den Holmenkollen in Oslo verlegt wurde. Smith kam in Oslo zunächst im Mannschaftsrennen zum Einsatz und wurde an der Seite von Patrice Anderson, Nancy Bell und Anna Sonnerup Viertplatzierte, im Staffelrennen belegte sie mit Anderson und Sonnerup den sechsten Platz. Nächster Höhepunkt der Karriere wurden die Olympischen Winterspiele 1992 in Albertville. Bei den Wettbewerben in Les Saisies kam sie auf den 55. Platz im Einzel, wurde 21. des Sprints und mit Nancy Bell-Johnstone und Mary Ostergren 15. mit der Staffel. Beim Staffelrennen der Biathlon-Weltmeisterschaften 1993 in Borowetz wurde Smith mit Joan Guetschow, Ostergren und Ntala Skinner Elfte. Gute Resultate erreichte die US-Amerikanerin auch bei den Olympischen Winterspielen 1994 in Lillehammer. Im Einzel kam sie auf den 14., im Sprint auf den 24. und mit Beth Coats, Laura Tavares und Guetschow im Staffelrennen auch den achten Platz. Nach den Spielen erreichte Smith in Canmore mit einem fünften Platz im Einzel und einem vierten Rang im Sprint ihre besten Weltcup-Resultate. Letztes Großereignis wurden für Smith die Biathlon-Weltmeisterschaften 1996 in Ruhpolding. Im Einzel belegte sie den 53. Platz, wurde 39. des Sprints und kam mit Skinner, Kristina Sabasteanski und Stacey Wooley auf einen 14. Rang im Sprintrennen. 1997 bestritt sie ihre letzten Rennen im Weltcup.

## Biathlon-Weltcup-Platzierungen
Die Tabelle zeigt alle Platzierungen (je nach Austragungsjahr einschließlich Olympische Spiele und Weltmeisterschaften).
- 1.–3. Platz: Anzahl der Podiumsplatzierungen
- Top 10: Anzahl der Platzierungen unter den ersten zehn (einschließlich Podium)
- Punkteränge: Anzahl der Platzierungen innerhalb der Punkteränge (einschließlich Podium und Top 10)
- Starts: Anzahl gelaufener Rennen in der jeweiligen Disziplin
- Staffel: inklusive Mixed-Staffel

| Platzierung                               | Einzel | Sprint | Verfolgung | Massenstart | Team | Staffel | Gesamt |
| ----------------------------------------- | ------ | ------ | ---------- | ----------- | ---- | ------- | ------ |
| 1. Platz                                  |        |        |            |             |      |         |        |
| 2. Platz                                  |        |        |            |             |      |         |        |
| 3. Platz                                  |        |        |            |             |      |         |        |
| Top 10                                    | 3      | 2      |            |             | 1    | 2       | 8      |
| Punkteränge                               | 9      | 10     |            |             | 1    | 6       | 26     |
| Starts                                    | 25     | 26     | 1          |             | 1    | 6       | 59     |
| Stand: Karriereende, Daten nicht komplett |        |        |            |             |      |         |        |